# Clostridium populeti
Il Clostridium populeti è una specie di batterio appartenente alla famiglia delle Clostridiaceae.